# Georg Amadeus Carl Friedrich Naumann

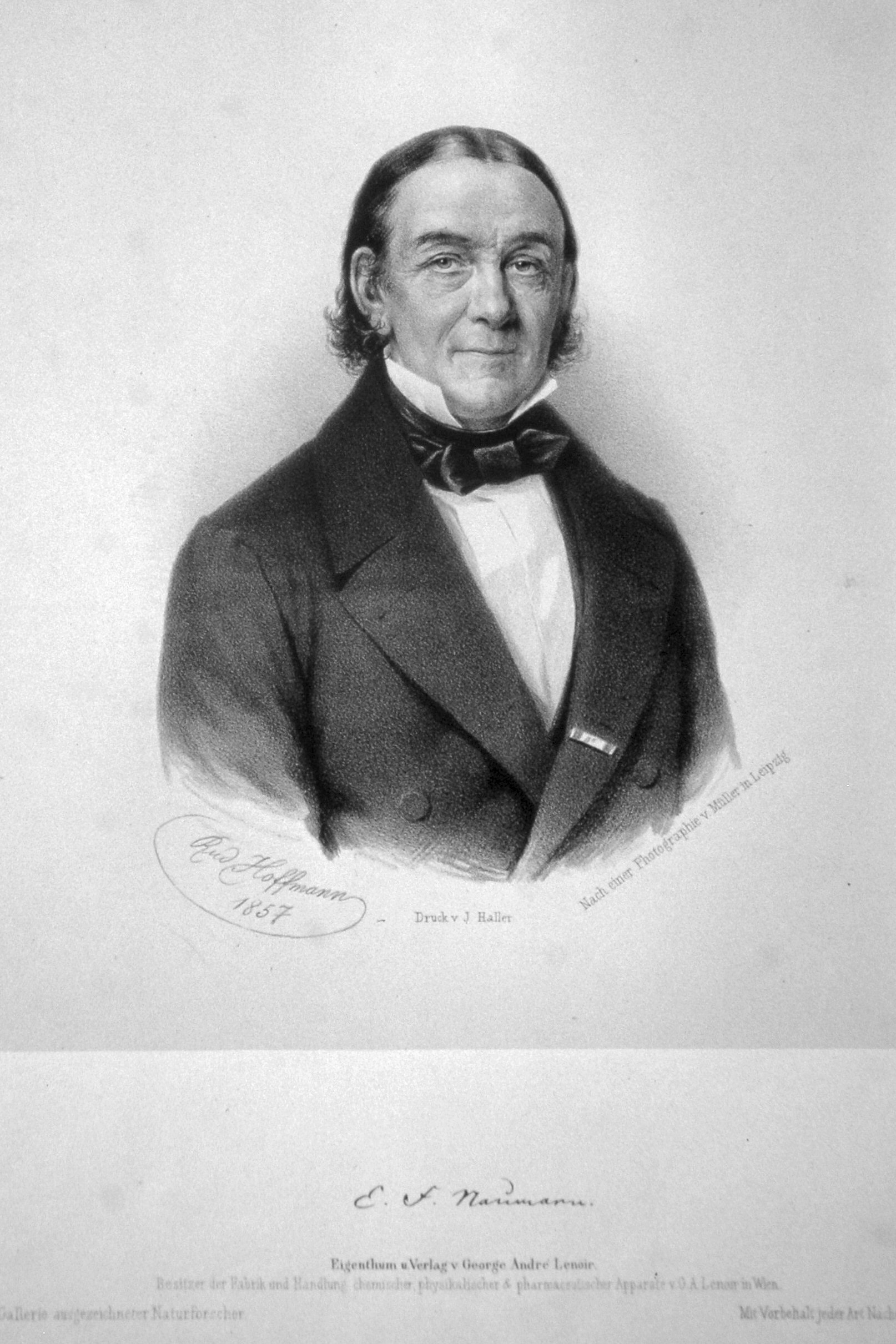
Georg Amadeus Carl Friedrich Naumann.

Georg Amadeus Carl Friedrich Naumann (Dresden, 30 mei 1797 – aldaar, 26 november 1873), ook wel Karl Friedrich Naumann genoemd, was een Duitse mineraloog en geoloog.

## Afkomst en jeugd
Naumann was de oudste zoon van de musicus en componist Johann Gottlieb Naumann. Hij ging naar de bekende kostschool Pforta, en studeerde daarna aan de mijnbouwacademie in Freiberg bij Werner, en later in Leipzig en Jena, waar hij in 1819 promoveerde.

## Wetenschappelijke loopbaan
In 1821 en 1822 ging hij voor onderzoek naar Noorwegen. Hierna vestigde hij zich als particulier docent, eerst in 1823 te Jena en vanaf 1824 te Leipzig. In 1826 volgde hij Mohs op als hoogleraar Kristallografie aan de mijnbouwacademie in Freiberg die hij daar vanaf 1835 combineerde met de leerstoel Geognosie. In Freiberg werd hij door de regering belast met het maken van een geologische kaart van Saksen, welke hij met hulp van Bernhard von Cotta 1845 voltooide. In 1842 was hij ondertussen benoemd als hoogleraar Mineralogie en Geognosie aan de Universiteit Leipzig.

## Betekenis
Naumann was een levende encyclopedie en een welbespraakte docent die onderwerpen duidelijk kon uitleggen. De verslagen die hij over zijn onderzoek in Noorwegen schreef en zijn latere publicaties over kristallografie, mineralogie en geologie vestigden zijn reputatie. De Geological Society of London kende hem in 1868 de Wollaston Medal toe. De maankrater Naumann is naar hem genoemd.

## Publicaties
- Versuch einer Gesteinslehre, 1824
- Entwurf einer Lithurgik der ökonomischen Mineralogie, 1828
- Grundriss der Kristallographie, 2 delen, 1830
- Lehrbuch der reinen und angewandten Kristallographie, 2 delen, 1830
- Beiträge zur Kenntnis Norwegens, 2 delen, 1834
- Geognostische Spezialkarte des Königreiches Sachsen, 1835-43 (12 bladen)
- Anfangsgründe der Kristallographie, 1841 en 1854
- Elemente der Mineralogie, 1846 (12 drukken tot 1885)
- Lehrbuch der Geognosie, 2 delen met atlas, 1850; 2e druk, 1872
- Geognostische Beschreibung des Kohlenbassins von Flöha in Sachsen, 1865
- Geognostische Karte des Erzgebirgischen Bassins, 1866 (2 bladen)
- Geognostische Karte der Umgebung von Hainichen, 1871

- Bibsys: 90631572
- Biblioteca Nacional de España: XX1377248
- CiNii: DA08663384
- Gemeinsame Normdatei: 116900377
- International Standard Name Identifier: 0000 0001 1065 1091
- Library of Congress Control Number: n87827730
- Mathematics Genealogy Project: 235158
- Nationale Bibliotheek van Tsjechië: xx0075021
- Nationale Bibliotheek van Israël: 987007272726205171
- Nationale Bibliotheek van Polen: a0000003304342
- Nederlandse Thesaurus van Auteursnamen: 113499949
- Istituto Centrale per il Catalogo Unico: GEAV014978
- LIBRIS: 336374
- Système universitaire de documentation: 101288883
- Trove: 1201445
- Virtual International Authority File: 59847774
- WorldCat: E39PBJxhgJ7V498WG7Wjc34g8C